# Kendeffy Ádám

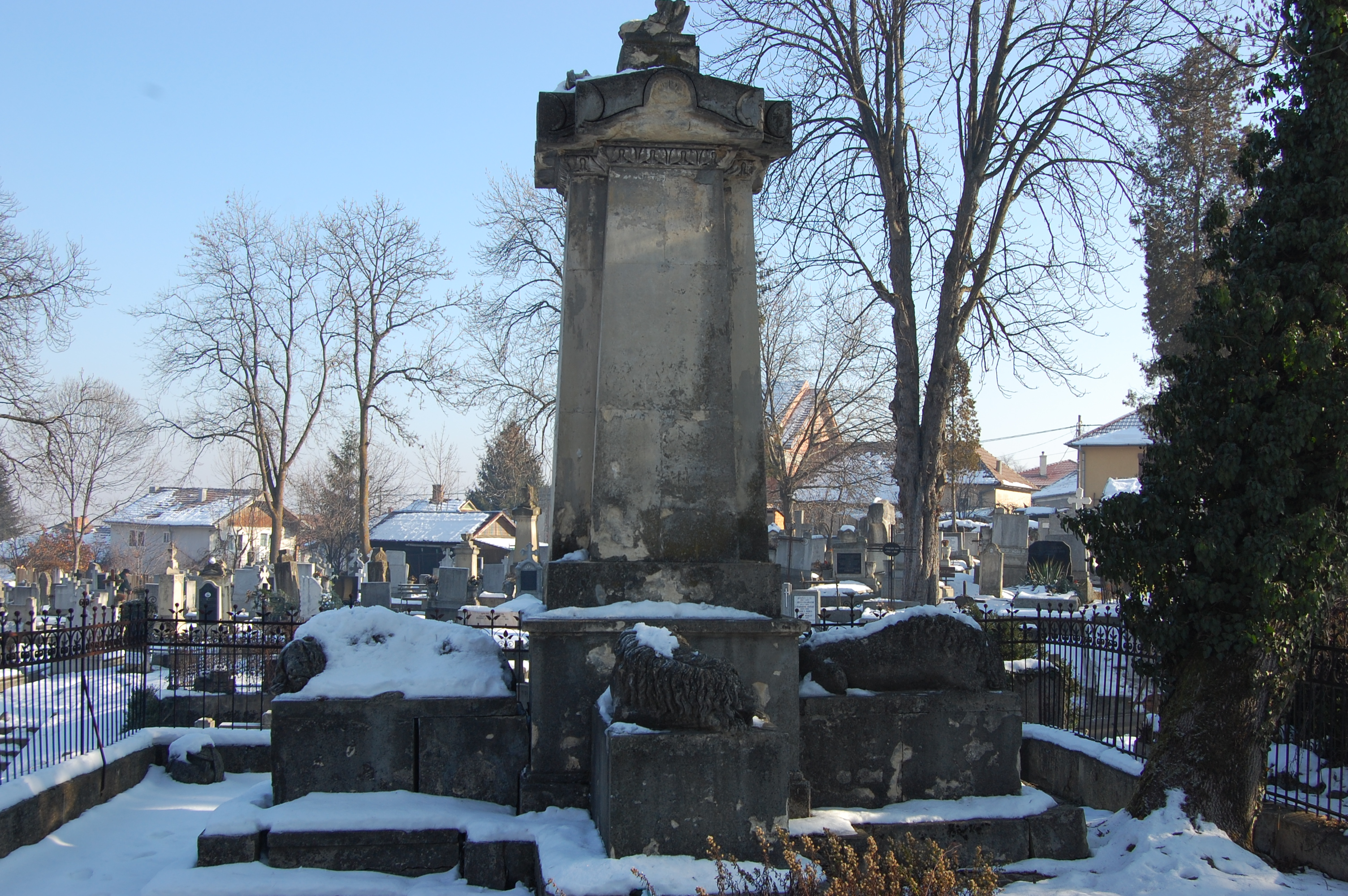
Sírja a Házsongárdi temetőben

Malomvízi gróf Kendeffy Ádám (1795. január 4. – Kolozsvár, 1834. február 12.) erdélyi magyar főnemes, szabadelvű politikus, sportoló.

## Élete
A nagy múltú erdélyi főnemesi Kendeffy családba született Kendeffy János gróf és Teleki Polyxéna grófnő gyermekeként. Erdély egyik legnépszerűbb politikusának számított a maga korában. Wesselényi Miklóssal nem csak politikai téren értettek egyet, de szoros barátságban is álltak. Szabadelvű politikusként az erdélyi reformmozgalom legtevékenyebb személyisége volt. Sokoldalú sportember is volt, a kolozsvári viadal-iskola 1824-es alapításában is tevékenyen részt vett. Jósika Miklós rajongással emlegeti, több nyelven beszélő, ritka műveltségű, sportokat kedvelő embernek írta le. Birtokain mintagazdaságot hozott létre, nagy hangsúlyt fektetett a gazdasági fejlesztésre, sok pénzt fordított mezőgazdasági gépek vásárlására. Bölöni Farkas Sándorral és Béldi Ferenccel 1833-ban a közművelődés előmozdítása céljából megalapította a Kolozsvári Casinót.
Báró Kemény Miklós mellett ő volt az, aki Bolyai János bécsi taníttatási költségeit fedezte.
1834. február 12-én szívszélhűdés következtében hunyt el. Vele kihalt a család grófi ága, de köznemesi ágon tovább származtak a Kendeffyek. Monumentális síremléke a Házsongárdi temetőben található. A sírra nincs név vésve, mert mindenki tudta, hogy ki nyugszik ott. Az emlékmű Hess János bajor származású szobrász alkotása.

## Családja
Kétszer nősült, első neje branyicskai báró Jósika Róza (1793–1825) hamarosan özvegyen hagyta. Másodszor Bethlen Borbála (1800–1880) grófnőt vette nőül, két leányukról tudni:
- Krisztina (1828–1875); férje: branyicskai báró Jósika Leó (1827–1887)
- Katalin (1830–1896) Erzsébet királyné magyar udvarmesternője; férje: csíkszentkirályi és krasznahorkai gróf Andrássy Gyula (1823–1890)